# Шеин, Анатолий Алексеевич
Анатолий Алексеевич Шеин (род. 14 апреля 1956, Дзержинск) — российский политический деятель, депутат Государственной Думы шестого созыва. Член комитета Госдумы по жилищной политике и коммунальному хозяйству.

## Биография
Родился 14 апреля 1956 года в городе Дзержинск в семье служащих.
Окончил Горьковский политехнический институт им. Жданова. Специальность инженер-химик технолог.

## Награды
- Медаль «За безупречную службу».
- Наградной знак «За отличную службу МВД».
- Медаль «За отвагу на пожаре»[2].
- Почётный гражданин города Дзержинска